# Pro Football Hall of Fame

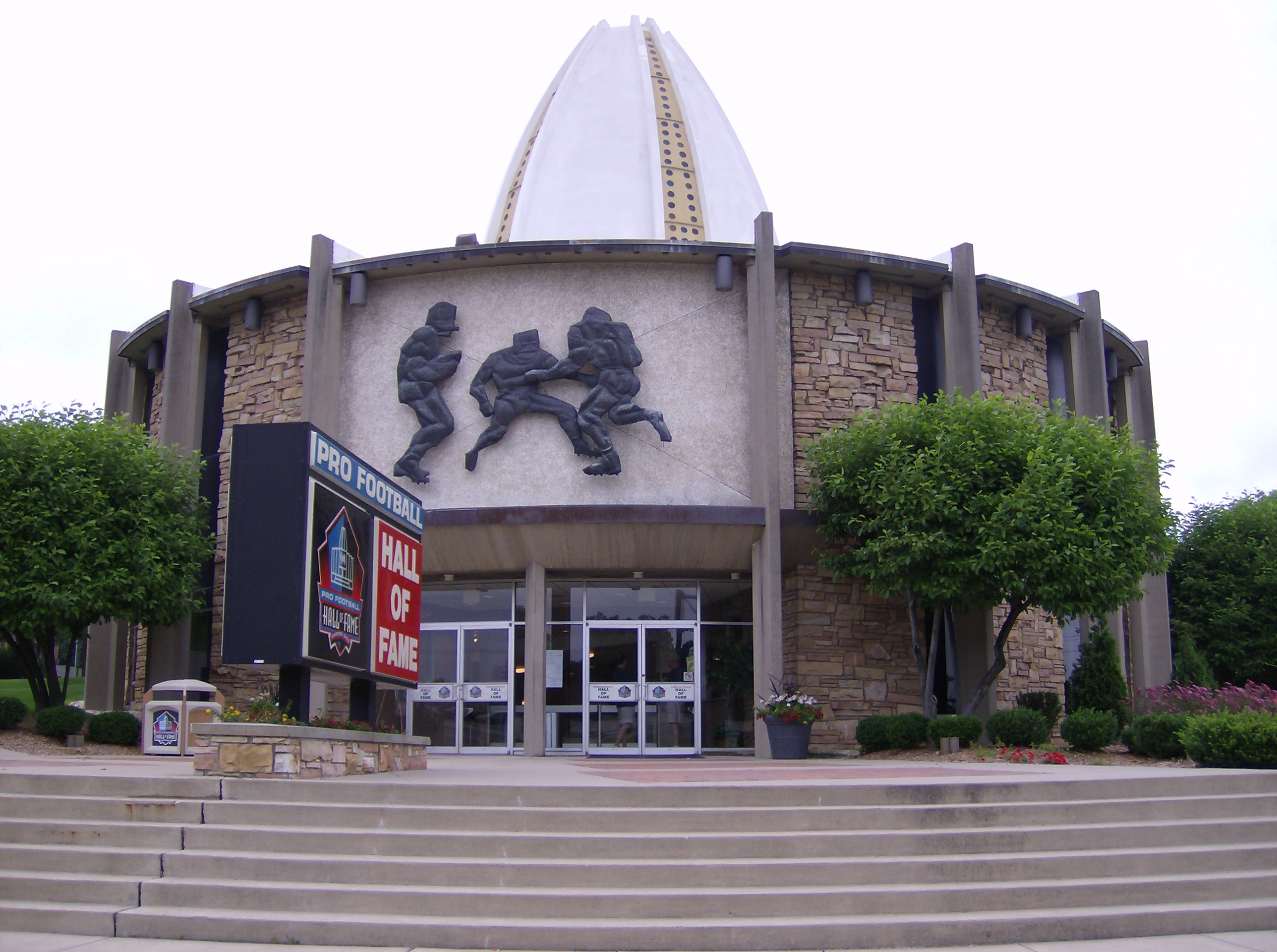
Pro Football Hall of Fame

Die Pro Football Hall of Fame ist eine Ruhmeshalle des American Football in Canton, Ohio. In dieser Hall of Fame werden aufgrund der besonderen amerikanischen Entwicklung im Football fast ausschließlich verdiente Sportler, Trainer und Funktionäre der National Football League (NFL) geehrt.

## Geschichte
Sie öffnete am 7. September 1963 mit der Aufnahme von 17 Spielern aus der Anfangszeit des American Football. Bis heute haben alle bis auf einen Spieler zumindest einen Teil ihrer Karriere in der NFL gespielt. Der Guard Billy Shaw von den Buffalo Bills verbrachte seine gesamte Karriere in der American Football League.
Nach Aufnahme der Neumitglieder im Jahr 2022 stellen auch die Jacksonville Jaguars als letztes NFL-Team mindestens einen Spieler in der Hall of Fame.

## Mitglieder
Die Mitglieder sind in der Liste der Mitglieder der Pro Football Hall of Fame aufgelistet.